# HD 154391
HD 154391，又名BD+60 1728，SAO 17312、HR 6348，是一颗恒星，视星等为6.13，位于銀經90.05，銀緯36.81，其B1900.0坐标为赤經17h 0m 0.5s，赤緯+60° 36.81′ 25″。